# Mastochilus subobliquus
Mastochilus subobliquus is een keversoort uit de familie Passalidae. De wetenschappelijke naam van de soort is voor het eerst geldig gepubliceerd in 1892 door Tyron.